# مارتن فيش
مارتن فيش (بالدنماركية: Martin Fisch)‏ هو لاعب كرة قدم دنماركي، ولد في 26 يناير 1993 في الدنمارك في مملكة الدنمارك. لعب مع إف سي هيلسينجور.

## وصلات خارجية
- مارتن فيش على موقع قاعدة بيانات كرة القدم.إي يو (الإنجليزية)
- مارتن فيش على موقع Soccerway.com (الإنجليزية)
- مارتن فيش على موقع عالم كرة القدم.نت (الإنجليزية)